# Wieńczysław Gliński
Wieńczysław Gliński (* 10. Mai 1921 in Astrachan, Russland; † 8. Juli 2008) war ein polnischer Schauspieler.

## Leben

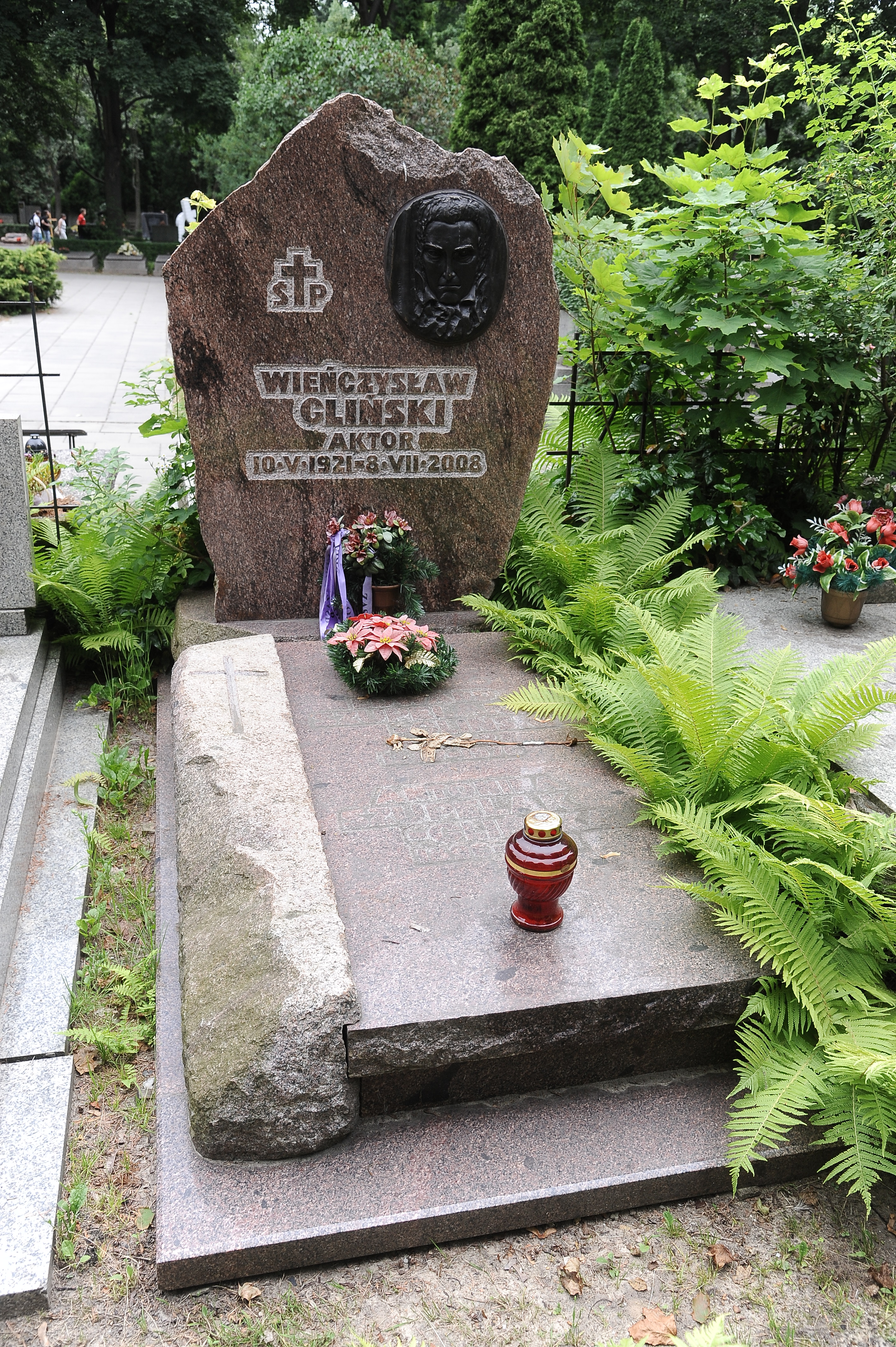
Glińskis Grab in Warschau

Sein Vater war der Schauspieler Edward Szupelak-Gliński und so hatte er bereits mit 12 Jahren seine erste Bühnenerfahrung.
Während des Zweiten Weltkrieges studierte Gliński im Untergrund am Staatlichen Institut für Theaterkunst (Państwowy Instytut Sztuki Teatralnej). Unter dem Decknamen Antek war Gliński in der Spionageabwehr der Armia Krajowa (Polnische Heimatarmee) tätig. Von den Deutschen bei einer Razzia (Łapanka) gefangen genommen kam er in das KZ Majdanek. 1945 absolvierte er eine Prüfung als Schauspieler in Łódź.
1945 spielte er am Theater Syrena in Łódź. Im folgenden Jahr bis 1990 spielt er im Warschauer polnischen Theater. Seine erste Filmrolle hatte er in Sprawa pilota Maresza als Piotr Maresz im Jahr 1955.

## Filmografie

### Als Schauspieler
- 1955: Pilot Maresz (Sprawa pilota Maresza)
- 1956: Der Kanal (Kanał)
- 1957: Der Gangsterhut (Kapelusz pana Anatola)
- 1958: Was sagt meine Frau dazu? (Zadzwońcie do mojej żony)
- 1958: Unterseeboot Orzel (Orzeł)
- 1962: Morgen: Premiere (Jutro premiera)
- 1962: Angeklagt (Wyrok)
- 1963: Tod eines Taxifahrers (Ostatni kurs)
- 1963: Die Kunst, geliebt zu werden (Jak być kochaną)
- 1963: Rozwodów nie będzie
- 1964: Echo
- 1966: Heilmittel gegen Liebe (Lekarstwo na miłość)
- 1966: Wo ist der dritte König? (Gdzie jest trzeci król)
- 1967: Dziadek do orzechów
- 1967: Ohrfeigen mit Musik (Mocne uderzenie)
- 1968: Stawka większa niż życie (TV-Serie)
- 1968: Romans Teresy Hennert
- 1969: Befreiung
- 1977: Endlose Wiesen (Bezkresne łąki)
- 1978: Życie na gorąco
- 1979: Der Vater der Königin (Ojciec królowej)
- 1980: Królowa Bona
- 1982: Abschied von Barbara (Epitafium dla Barbary Radziwiłłówny)
- 1984: Wer ist der Mann? (Kim jest ten człowiek )
- 1984: Godność
- 1986: Czas nadziei
- 2001: Miasteczko (TV-Serie)
- 2002: Wszyscy święci
- 2007: Lili
- 2008: Jeszcze nie wieczór
- 2008: Glina

### Als Synchronsprecher
- 1955: Zakochany kundel – Tramp
- 1978: Tajemnica szyfru Marabuta
- 1995: Rob Roy – Markiz Montrose